# Wilhelm Kiesewetter

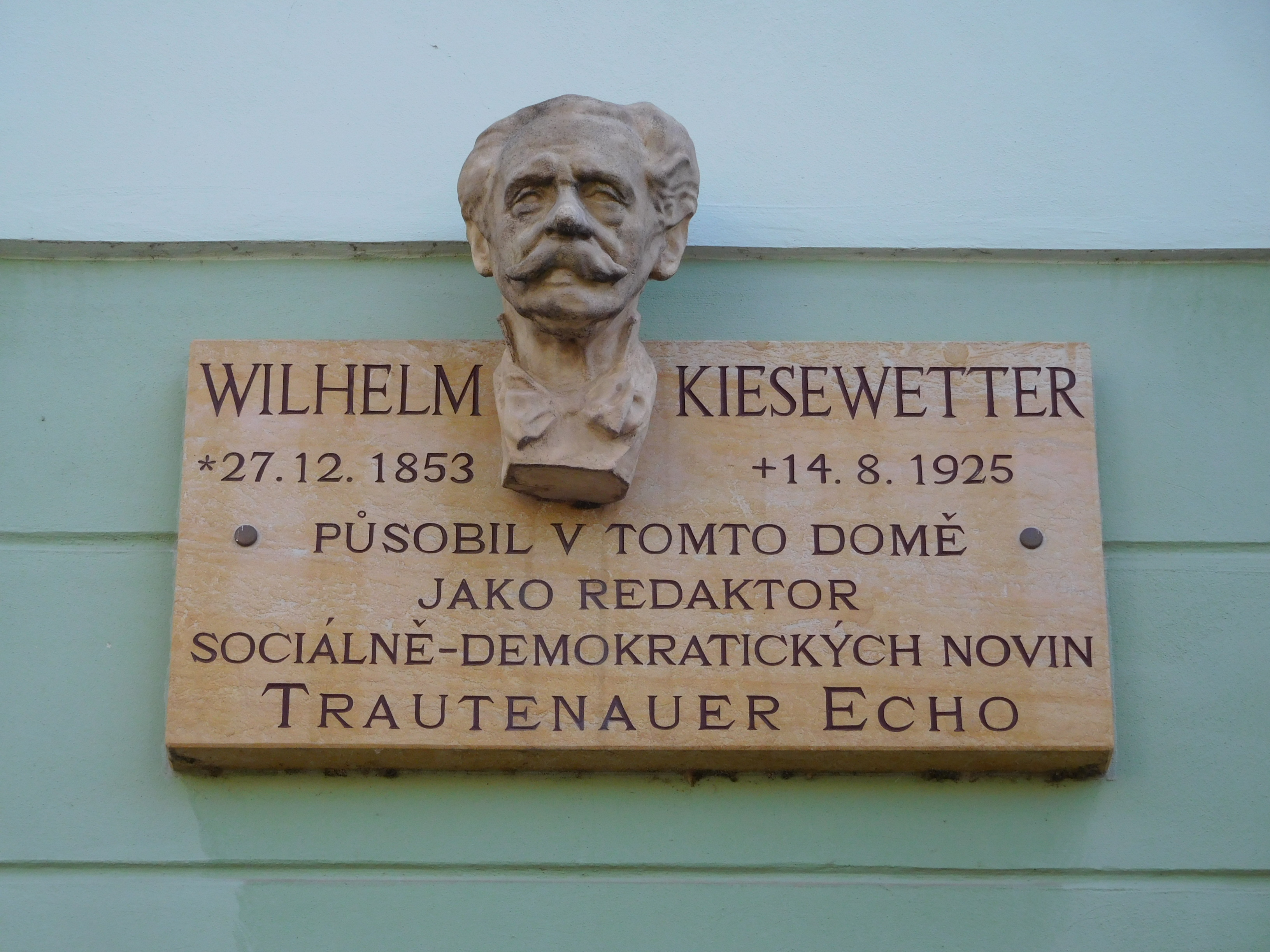
Pamětní deska v Barvířské ulici v Trutnově

Wilhelm Kiesewetter (27. prosince 1853 Liberec – 20. dubna 1925 Praha) byl český novinář a politik německé národnosti, za Rakouska-Uherska jeden z prvních sociálně demokratických poslanců Říšské rady, po vzniku Československa senátor Národního shromáždění za Německou sociálně demokratickou stranu dělnickou v ČSR.

## Biografie
Narodil se v Liberci. Vyučil se tkalcem. Pocházel z rodiny soukeníka Josefa Kiesewettra. Od roku 1905 do své smrti žil v Trutnově. Už v 19. století byl aktivní v dělnickém odborovém a spolkovém životě. V Trutnově vedl místní organizaci sociální demokracie a vydával zde list Trautenauer Echo.
Ve volbách roku 1897 byl mezi 14 prvními poslanci Sociálně demokratické strany Rakouska zvolenými do rakouské Říšské rady (celostátní parlament). Zvolen byl za všeobecnou kurii, 9. volební obvod: Trutnov, Vrchlabí, Rokytnice atd. Ve vídeňském parlamentu setrval do konce funkčního období, tedy do roku 1901.
Politicky aktivní byl v závěru života i po vzniku samostatného Československa. V parlamentních volbách v roce 1920 získal senátorské křeslo v Národním shromáždění. Po jeho smrti v roce 1925 místo něj jako náhradník nastoupil do senátu Josef Schiller.
Profesí byl počátkem 20. let nadále uváděn jako redaktor v Trutnově.
Zemřel v dubnu 1925 v sanatoriu v Praze. Pohřben byl v Trutnově a roku 1929 byl na jeho hrobu odhalen pomník od sochaře Emila Schwantnera. V roce 1993 byl zničen vandaly, ale později byl obnoven. V roce 2008 byla na domě v Trutnově, kde se nacházela redakce listu Trautenauer Echo, odhalena pamětní deska Wilhelma Kiesewettera.